# Zaglossus attenboroughi
L'echidna dal becco lungo di Attenborough (Zaglossus attenboroughi Flannery & Groves, 1998), nota anche come echidna dal becco lungo di Sir David , echidna dal becco lungo di Sir David Attenborough o Payangko è un mammifero monotremo appartenente alla famiglia dei Tachiglossidi.
Il nome della specie è stato dato in onore del noto naturalista e divulgatore David Attenborough, noto soprattutto per i documentari realizzati per la BBC.

## Descrizione
La specie è la più piccola del genere: le dimensioni sono più vicine a quelle della echidna dal becco corto che alle altre specie di Zaglossus. Le zampe hanno cinque artigli. La pelliccia è folta, corta, e in genere sui toni del marrone

## Distribuzione e stato di conservazione

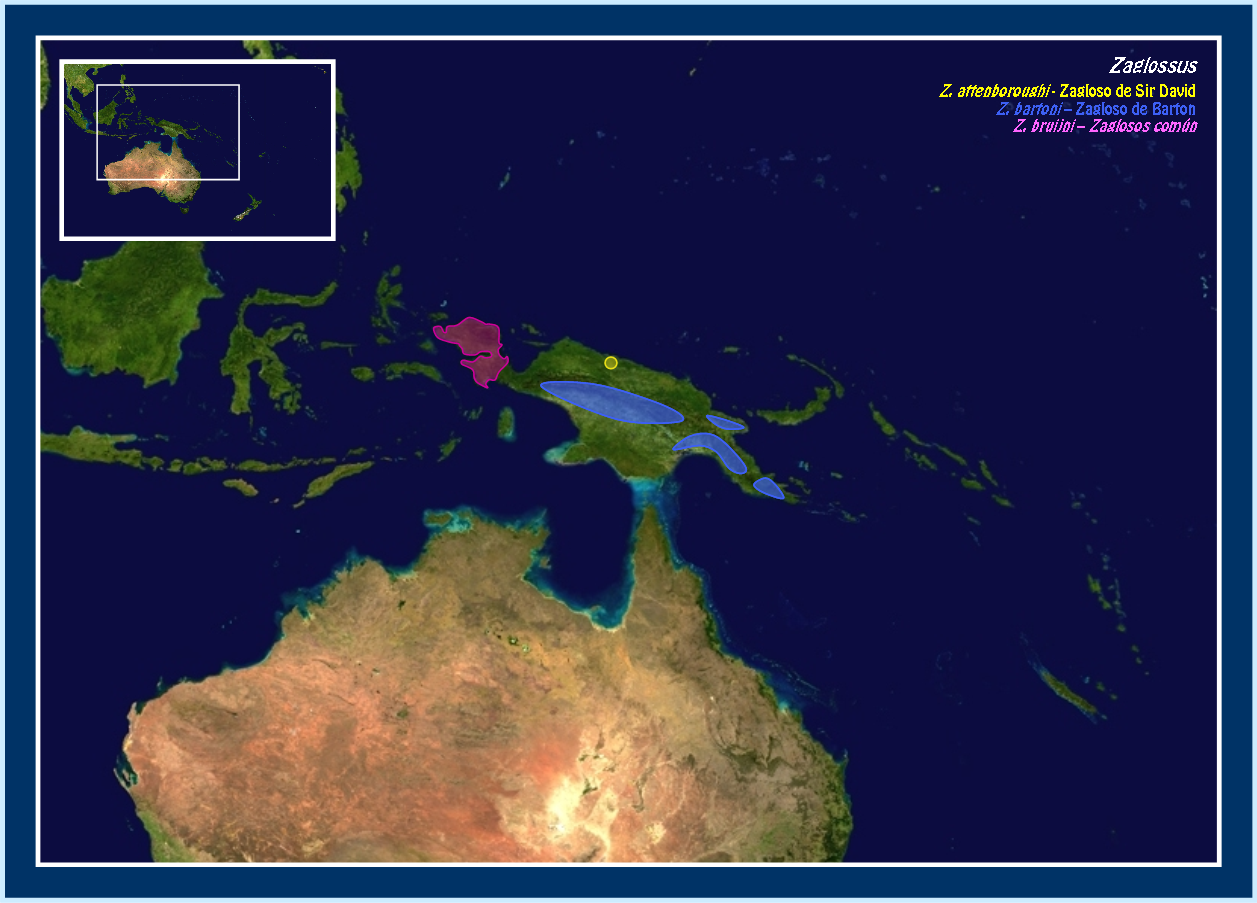
luogo (in giallo) nel quale è stata documentata la presenza di Zaglossus attenboroughi

Questa echidna è endemica delle Montagne dei Ciclopi situate nell'isola di Nuova Guinea. La specie è stata descritta sulla base dell'esame di un solo individuo catturato nel 1961, tanto che si era pensato che la specie fosse estinta. Nel 2007, tuttavia, alcuni ricercatori della Zoological Society of London hanno esaminato tane e tracce che sembrano appartenere a 
Z. attenboroughi. Un avvistamento del novembre 2023 effettuato da alcuni ricercatori dell'Università di Oxford ha corroborato tali ipotesi, confermando la presenza in natura di questa specie di echidna più di 60 anni dopo l'ultima conferma visiva. Purtroppo questa specie è a rischio critico di estinzione